# Saint-Sernin (Ardèche)
Saint-Sernin település Franciaországban, Ardèche megyében. Lakosainak száma 1842 fő (2022. január 1.). Saint-Sernin Ailhon, Fons, Lachapelle-sous-Aubenas, Saint-Étienne-de-Fontbellon és Vogüé községekkel határos.

## Népesség
A település népessége az elmúlt években az alábbi módon változott:
| Lakosok száma | 581  | 849  | 1017 | 1412 | 1670 | 1646 | 1663 | 1748 | 1772 | 1842 |
|               | 1968 | 1982 | 1990 | 2006 | 2013 | 2015 | 2017 | 2019 | 2020 | 2022 |